# كريس فاولر
كريس فاولر (بالإنجليزية: Christopher John Fuller)‏ هو مؤرخ بريطاني، ولد في 1949.

## وصلات خارجية
- الموقع الرسمي